# Gmina Bukowsko
Die Gmina Bukowsko [bu'kɔfskɔ] ist eine Landgemeinde im Powiat Sanocki der polnischen Woiwodschaft Karpatenvorland in Polen. Ihr Sitz ist das gleichnamige Dorf mit etwa 1700 Einwohnern.

## Gliederung
Die Landgemeinde besteht aus der ehemaligen Stadt Bukowsko und zwölf weiteren Dörfern mit Schulzenämtern:
| Schulzenamt:  |              |
| ------------- | ------------ |
| Bukowsko      | (gegr. 1361) |
| Wolica        | (gegr. 1594) |
| Wola Piotrowa | (gegr. 1526) |
| Karlików      | (gegr. 1483) |
| Zboiska       | (gegr. 1361) |
| Dudyńce       | (gegr. 1372) |
| Nagórzany     | (gegr. 1589) |
| Nadolany      | (gegr. 1589) |
| Nowotaniec    | (gegr. 1361) |
| Tokarnia      | (gegr. 1526) |
| Wola Sękowa   | (gegr. 1493) |
| Płonna        | (gegr. 1433) |

## Gemeindepartnerschaften
- Maizières-lès-Metz, Frankreich
- Topolovka, Slowakei

## Persönlichkeiten
- Anastazy Jakub Pankiewicz OFM (1882–1942), Franziskanerpater und Seliger.